# スネアチエラ属
スネアチエラ属（ーぞく、Sneathiella）はスネアチエラ科の耐塩性の好気性従属栄養細菌である。

## 解説
属名は、イギリスの微生物学者Peter Henry Andrews Sneath（en:Peter Sneath）に名前に由来し、彼の細菌の分類学への功績が称賛されて命名された。
グラム陰性、運動性、好気性、非胞子形成性の小型桿菌である。細胞はオキシダーゼ及びカタラーゼ試験で陽性を示す。コロニーはクリーム色または黄色で、円形且つ凸型であり、周縁部には縁がある。生育にNaClを要求するかは種によって異なる。生育温度範囲は4～37℃である。主要な脂肪酸(>10%)はsummed feature 8（C18:1 ω7c/ω6c）とC16:0である。また、summed feature 2（C14:03-OH及び/又はiso-C16:1I)、summed feature 3（C16:1 ω7c及び/又はC16:1 ω6c）及びC17:1 ω6cも存在する(>1%)。種によってはC19:0 cyclo ω8cも存在する。主要なイソプレノイドキノンはQ-10である。16S rRNA遺伝子配列解析によりPseudomonadota門アルファプロテオバクテリア綱に分類された。ゲノムDNAのGC含量は54.9～57.1 mol%である。